# Diaphania columbiana
Diaphania columbiana is een vlinder uit de familie van de grasmotten (Crambidae), uit de onderfamilie van de Spilomelinae. De wetenschappelijke naam van deze soort is voor het eerst voorgesteld als Glyphodes columbiana door George Francis Hampson in een publicatie uit 1899. De voorvleugellengte bedraagt 14 millimeter en de spanwijdte 32 millimeter.

## Verspreiding
De soort komt voor in Guatemala, Colombia, Ecuador, Peru, Bolivia en Paraguay.